# Administrație descentralizată a Greciei
Administrația descentralizată (în greacă modernă αποκεντρωμένες διοικήσεις, transliterat: Apokentroménes dioikíseis) este un nivel al administrației publice grecești din Grecia. Nu reprezintă o autonomie locală, cu toate că supraveghează regiunile administrative și comunele de pe teritoriul lor.
Cele șapte administrații descentralizate ale Greciei au fost create în luna ianuarie 2011 ca parte a unei reforme ample a structurii administrative a țării, reforma Kallikratis (prin legea 3852/2010). Există și o regiune autonomă, Muntele Athos (în greacă Agio Oros, „Muntele Sfânt”), care se învecinează cu regiunea Macedonia Centrală.
Acestea au autonomie administrativă, dar și financiară și exercită competențe de stat descentralizat în domeniul planificării urbane, politicii energetice și de mediu, silviculturii, migrației și cetățeniei. În afară de aceasta, autonomiile administrative elene au sarcina de a supraveghea organismele de autoguvernare de nivelul I și II: comunele și regiunile.
Administrațiile descentralizate sunt conduse de un secretar general numit de guvern, asistat de un consiliu consultativ format din guvernatorii regionali și reprezentanții comunelor.
În urma victoriei electorale a partidului politic de stânga-radicală Syriza din ianuarie 2015, noul ministru de interne, Nikos Voutsis⁠(d), a afirmat că administrațiile descentralizate vor fi desființate, iar puterile acestora vor fi transferate regiunilor. Până la oficializarea acestei reforme, și întrucât secretarii generali numiți de administrația anterioară au demisionat la 2 februarie, administrațiile descentralizate sunt conduse de înalții funcționari publici în calitate de secretari generali interimari.

## Lista administrațiilor descentralizate
Cele șapte administrații descentralizate ale Greciei sunt:
- Administrația descentralizată a Atticii, cu capitala la Atena
- Administrația descentralizată a Macedoniei și Traciei, cu capitala la Salonic
- Administrația descentralizată a Epirului și Macedoniei de Vest, cu capitala la Ioannina
- Administrația descentralizată a Tesaliei și Greciei Centrale, cu capitala la Larisa
- Administrația descentralizată a Peloponezului, Greciei de Vest și Insulelor Ionice, cu capitala la Patras
- Administrația descentralizată a Mării Egee⁠, cu capitala la Pireu
- Administrația descentralizată a Cretei, cu capitala la Heraklion
- Comunitatea Monastică din Muntele Athos (exclusă din Planul Kallikratis)